# Titolo (giornalismo)
Il titolo, nel giornalismo, indica un micro-testo che ha la funzione di presentare al lettore i contenuti essenziali di una notizia. Componente fondamentale dell'articolo, il titolo domina e introduce il pezzo. A livello tipografico è evidenziato rispetto al testo: appare in un corpo più grande.

## Struttura e funzione
Il titolo deve anticipare la notizia, senza esaurirla. Deve attirare l'attenzione del lettore, che poi acquisirà tutti i dettagli del fatto leggendo l'articolo. Il titolo prepara il lettore all'articolo.
Ogni titolo ha una struttura che comprende:
- occhiello: frase posta sopra il titolo che introduce l'articolo;
- il titolo dell'articolo;
- sommario: è il riassunto dei principali argomenti dell'articolo. Viene impaginato sotto il titolo; la dimensione dei caratteri è inferiore a quella del titolo e maggiore di quella del testo;
- catenaccio: elemento della titolazione collocato sotto due o più titoli, che quindi "incatena" insieme, la cui funzione è di evidenziare una parte importante delle notizie annunciate dal titolo. Il testo è di grosse dimensioni, di solito superiori a quelle del sommario e dell'occhiello. Se collocato in un titolo di prima pagina che rimanda ad un articolo delle pagine interne, può riassumere la notizia, dando ad essa maggiore visibilità.

Ogni giornale utilizza questi elementi in totale autonomia per cui, passando da un giornale all'altro, si possono incontrare diverse combinazioni di questi elementi fondamentali.
In un quotidiano di livello nazionale, ciascun caposervizio scrive i titoli del proprio settore, mentre il redattore capo e il direttore scrivono i titoli della prima pagina. I quotidiani locali prevedono la figura del redattore titolista. 

In una rivista, dove i pezzi scritti dai collaboratori sono spesso più numerosi di quelli scritti in redazione, il discorso è diverso: è necessaria la presenza di un gruppo ristretto di giornalisti che si occupi di scrivere tutti i titoli del periodico, in maniera che abbiano uno stesso ritmo e un'omogeneità di stile.

## Caratteristiche
Se l'attacco dell'articolo contiene, in un'efficace sintesi, le risposte alle 5 domande fondamentali della scrittura di una notizia, per fare il titolo viene scelta quella dominante. Nella scelta, il giornalista deve preferire la domanda capace di destare più curiosità o emozione.
Schema classico
Nel suo schema classico, la pagina di un giornale è strutturata in: apertura (in alto a sinistra); spalla (in alto a destra), centropagina, taglio medio e taglio basso. Il titolo di ciascuno di essi è presentato al lettore con un corpo diverso, in maniera che egli lo identifichi facilmente. Il corpo dell'apertura è sempre il maggiore, seguito da quello della spalla. Quello del taglio basso è il minore.
Spesso si utilizza, nella stessa pagina, un carattere tipografico diverso per ogni titolo. Ad esempio, per un fatto di cronaca nera si sceglie un carattere senza grazie, mentre per una notizia di cultura (o di moda) si utilizza un carattere bodoniano.
A causa dei vincoli di spazio imposti dalle regole tipografiche, i redattori scelgono preferibilmente titoli in stile compresso e telegrafico. Nella lingua inglese i titoli spesso omettono le forme del verbo "essere" e gli articoli ed usano l'infinito per il tempo futuro: non vengono praticamente usati altri tempi verbali, ad eccezione del presente indicativo.
Anche le congiunzioni sono spesso escluse dai titoli. Ad esempio, la congiunzione "e" è spesso sostituita da una virgola.
Molti titoli hanno contrazioni e abbreviazioni: negli Stati Uniti, ad esempio, Pols (per "politici"), Dems (per "Democratici"), GOP (per il Partito Repubblicano, dal soprannome "Grand Old Party"), nel Regno Unito, Lib Dems (per i Democratici Liberali), Tories (per il Partito Conservatore). Alcuni periodici hanno nel titolo un proprio stile distintivo, come ad esempio la rivista d'intrattenimento "Variety" e, in Italia, il quotidiano "Il Manifesto".
Nuova tendenza
A partire dagli anni 2000 si è affermata una nuova maniera di comporre il titolo. Esso non è più creato in maniera classica, ma puntando sull'elemento più emotivo della notizia e utilizzando poi il catenaccio per sintetizzare la notizia (cioè come titolo vero e proprio). Il titolo indica un'emozione (o un tema), più che descrivere un fatto. Il contenuto della notizia è trasferito nelle righe di catenaccio.